# Priestercodex

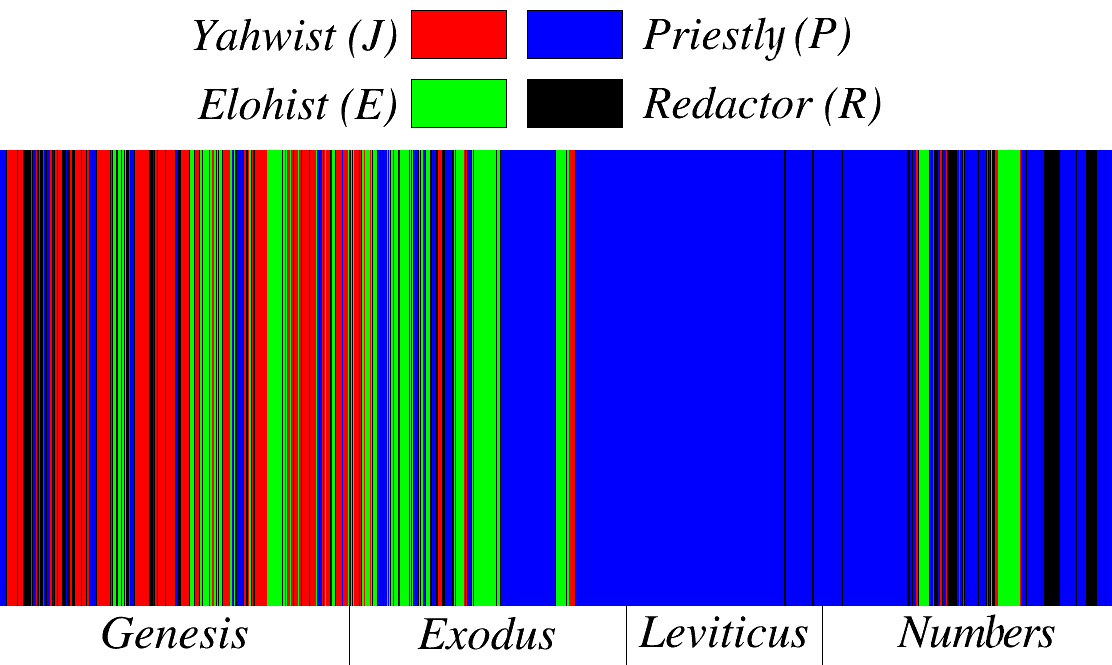
De veronderstelde spreiding van inhoud naar auteur over de boeken Genesis, Exodus, Leviticus en Numeri volgens Richard Friedman.

De Priestercodex (P) is binnen de documentaire hypothese een van de vier hypothetische bronnen van de Thora (de eerste vijf boeken van de Hebreeuwse Bijbel, samen met de Jahwist, de Elohist en de Deuteronomist. De Priestercodex zou zijn geschreven omstreeks 450 v.Chr. door Aäronitische priesters.
P benadrukt de rol van het priesterschap en beschrijft genealogieën, data, cijfers en wetten. P bestaat uit ongeveer een vijfde van Genesis, grote delen van Exodus en Numeri, en bijna geheel Leviticus. P beschrijft een verre en onvergevende God, aangeduid als Elohim. P dupliceert J en E gedeeltelijk, maar wijzigt details om het belang van het priesterschap te benadrukken. P heeft een niet erg ontwikkelde literaire stijl en zou zijn samengesteld rond 550-400 voor Christus.